# Llista de topònims de Sant Esteve de la Sarga
Llista de topònims (noms propis de lloc) del municipi de Sant Esteve de la Sarga, al Pallars Jussà
Informació actualitzada per un bot. Els canvis manuals es perdran quan s'actualitzi!

## abric rocós
| imatge | Nom                   | Ubicat a                | instància de | Detalls | coordenades                                                          | Protecció | Commons (més fotos) | Dades a WD                    |
| ------ | --------------------- | ----------------------- | ------------ | ------- | -------------------------------------------------------------------- | --------- | ------------------- | ----------------------------- |
|        | Balma de l'Olla       | Sant Esteve de la Sarga | abric rocós  |         | 42° 04′ 20″ N, 0° 42′ 41″ E / 42.0721663615177°N,0.711488597714103°E |           |                     | Modifica les dades a Wikidata |
|        | Balma de la Corona    | Sant Esteve de la Sarga | abric rocós  |         | 42° 03′ 11″ N, 0° 43′ 00″ E / 42.0529675593111°N,0.716540518370987°E |           |                     | Modifica les dades a Wikidata |
|        | Bauma de les Vaqueres | Sant Esteve de la Sarga | abric rocós  |         | 42° 02′ 39″ N, 0° 45′ 41″ E / 42.0441321262424°N,0.761282940937298°E |           |                     | Modifica les dades a Wikidata |

## antic assentament
| imatge | Nom                       | Ubicat a                | instància de                                                               | Detalls      | coordenades | Protecció                                  | Commons (més fotos)                 | Dades a WD                    |
| ------ | ------------------------- | ----------------------- | -------------------------------------------------------------------------- | ------------ | --- | ------------------------------------------ | ----------------------------------- | ----------------------------- |
|        | Despoblat de les Tombetes | Sant Esteve de la Sarga | antic assentament jaciment arqueològic necròpolis castell església         | 10th century | 42° 03′ 44″ N, 0° 49′ 40″ E / 42.062159°N,0.827891°E 775 msnm                                                                     | bé integrant del patrimoni cultural català | Despoblat de les Tombetes           | Modifica les dades a Wikidata |
|        | Fabregada                 | Sant Esteve de la Sarga | antic assentament jaciment arqueològic muralla església explotació agrària |              | 42° 04′ 39″ N, 0° 44′ 54″ E / 42.077396°N,0.748367°E 945 msnm                                                                     | bé integrant del patrimoni cultural català | Fabregada (Sant Esteve de la Sarga) | Modifica les dades a Wikidata |
|        | Vilamolera                | Sant Esteve de la Sarga | antic assentament jaciment arqueològic                                     |              | 42° 05′ 45″ N, 0° 50′ 04″ E / 42.095855°N,0.834423°E 505 msnm                                                                     | bé integrant del patrimoni cultural català | Vilamolera                          | Modifica les dades a Wikidata |
|        | els Altimiris             | Sant Esteve de la Sarga | antic assentament necròpolis església                                      |              | 42° 04′ 54″ N, 0° 41′ 15″ E / 42.081677°N,0.687482°E ca:Marge esquerre de la Noguera Ribagorçana (Congost de Mont-rebei) 855 msnm | bé integrant del patrimoni cultural català | Els Altimiris                       | Modifica les dades a Wikidata |

## cabana
| imatge | Nom                     | Ubicat a                | instància de | Detalls | coordenades                                                          | Protecció | Commons (més fotos) | Dades a WD                    |
| ------ | ----------------------- | ----------------------- | ------------ | ------- | -------------------------------------------------------------------- | --------- | ------------------- | ----------------------------- |
|        | cabana de Carrió        | Sant Esteve de la Sarga | cabana       |         | 42° 04′ 43″ N, 0° 49′ 56″ E / 42.0785078344584°N,0.832098789106348°E |           |                     | Modifica les dades a Wikidata |
|        | cabana de Placell       | Sant Esteve de la Sarga | cabana       |         | 42° 02′ 39″ N, 0° 46′ 33″ E / 42.0443°N,0.775833°E                   |           |                     | Modifica les dades a Wikidata |
|        | cabana del Sanat        | Sant Esteve de la Sarga | cabana       |         | 42° 04′ 39″ N, 0° 50′ 33″ E / 42.0774511082642°N,0.842446266521473°E |           |                     | Modifica les dades a Wikidata |
|        | corral de Carrió        | Sant Esteve de la Sarga | cabana       |         | 42° 05′ 53″ N, 0° 50′ 06″ E / 42.0979723770181°N,0.835111733391971°E |           |                     | Modifica les dades a Wikidata |
|        | corral de Pasqual       | Sant Esteve de la Sarga | cabana       |         | 42° 06′ 24″ N, 0° 45′ 27″ E / 42.1067200643121°N,0.757460528952249°E |           |                     | Modifica les dades a Wikidata |
|        | corral de Raval         | Sant Esteve de la Sarga | cabana       |         | 42° 06′ 39″ N, 0° 45′ 27″ E / 42.1109278329196°N,0.757566133218326°E |           |                     | Modifica les dades a Wikidata |
|        | corrals de la Serra     | Sant Esteve de la Sarga | cabana       |         | 42° 05′ 53″ N, 0° 48′ 11″ E / 42.0980179259869°N,0.802932305087303°E |           |                     | Modifica les dades a Wikidata |
|        | corrals dels Pausos     | Sant Esteve de la Sarga | cabana       |         | 42° 04′ 10″ N, 0° 49′ 48″ E / 42.0695587827166°N,0.829865188090033°E |           |                     | Modifica les dades a Wikidata |
|        | era de Serra            | Sant Esteve de la Sarga | cabana       |         | 42° 04′ 47″ N, 0° 50′ 04″ E / 42.0796073966882°N,0.83452748295006°E  |           |                     | Modifica les dades a Wikidata |
|        | la Fou                  | Sant Esteve de la Sarga | cabana       |         | 42° 03′ 32″ N, 0° 43′ 22″ E / 42.0590176134205°N,0.722789089535351°E |           |                     | Modifica les dades a Wikidata |
|        | la Llera de Bonet       | Sant Esteve de la Sarga | cabana       |         | 42° 05′ 27″ N, 0° 47′ 45″ E / 42.0907938463176°N,0.795818316676492°E |           |                     | Modifica les dades a Wikidata |
|        | lo Corralot             | Sant Esteve de la Sarga | cabana       |         | 42° 06′ 34″ N, 0° 45′ 25″ E / 42.1093962685921°N,0.757075888105209°E |           |                     | Modifica les dades a Wikidata |
|        | los Corrals de la Serra | Sant Esteve de la Sarga | cabana       |         | 42° 05′ 28″ N, 0° 46′ 59″ E / 42.0910685268876°N,0.782968102905276°E |           |                     | Modifica les dades a Wikidata |

## castell
| imatge | Nom                     | Ubicat a                | instància de     | Detalls                                   | coordenades                                                          | Protecció                                            | Commons (més fotos)     | Dades a WD                    |
| ------ | ----------------------- | ----------------------- | ---------------- | ----------------------------------------- | -------------------------------------------------------------------- | ---------------------------------------------------- | ----------------------- | ----------------------------- |
|        | Castell d'Alsamora      | Sant Esteve de la Sarga | castell torrassa | Estil: arquitectura romànica 11st century | 42° 04′ 53″ N, 0° 43′ 41″ E / 42.0814°N,0.728147°E 867 msnm          | bé d'interès cultural bé cultural d'interès nacional | La Torre d'Alsamora     | Modifica les dades a Wikidata |
|        | Castell i vila de Moror | Sant Esteve de la Sarga | castell          | Estil: arquitectura romànica 11st century | 42° 04′ 44″ N, 0° 50′ 07″ E / 42.078994°N,0.835182°E 852 msnm        |                                                      | Vila closa de Moror     | Modifica les dades a Wikidata |
|        | Torre d'Amargós         | Sant Esteve de la Sarga | castell          | Estil: arquitectura romànica              | 42° 06′ 07″ N, 0° 44′ 41″ E / 42.1019°N,0.744611°E 852.2 msnm        | bé integrant del patrimoni cultural català           | Torre d'Amargós (torre) | Modifica les dades a Wikidata |
|        | lo Castell              | Sant Esteve de la Sarga | castell          |                                           | 42° 06′ 08″ N, 0° 45′ 55″ E / 42.1022258116968°N,0.765286042720087°E |                                                      |                         | Modifica les dades a Wikidata |

## collada
| imatge | Nom                              | Ubicat a                                    | instància de | Detalls | coordenades                                                               | Protecció                                  | Commons (més fotos)            | Dades a WD                    |
| ------ | -------------------------------- | ------------------------------------------- | ------------ | ------- | ------------------------------------------------------------------------- | ------------------------------------------ | ------------------------------ | ----------------------------- |
|        | Coll d'Ares                      | Sant Esteve de la Sarga Àger                | collada      |         | 42° 03′ 09″ N, 0° 44′ 37″ E / 42.05252778°N,0.74358333°E 1495.6 msnm      |                                            |                                | Modifica les dades a Wikidata |
|        | Coll de Fabregada                | Sant Esteve de la Sarga                     | collada      |         | 42° 04′ 42″ N, 0° 44′ 37″ E / 42.07827778°N,0.74369444°E 942 msnm         |                                            | Coll de Fabregada              | Modifica les dades a Wikidata |
|        | Coll de la Pua                   | Sant Esteve de la Sarga                     | collada      |         | 42° 03′ 43″ N, 0° 45′ 06″ E / 42.06194444°N,0.75166667°E 1256.6 msnm      |                                            |                                | Modifica les dades a Wikidata |
|        | Collada de Vilabella             | Sant Esteve de la Sarga                     | collada      |         | 42° 05′ 06″ N, 0° 45′ 03″ E / 42.085°N,0.750914°E 1058 msnm               |                                            | Collada de Vilabella           | Modifica les dades a Wikidata |
|        | Collada del Colobor              | Sant Esteve de la Sarga                     | collada      |         | 42° 02′ 30″ N, 0° 47′ 44″ E / 42.04158333°N,0.79547222°E 1533.2 msnm      |                                            |                                | Modifica les dades a Wikidata |
|        | Collada del Comú                 | Sant Esteve de la Sarga                     | collada      |         | 42° 04′ 01″ N, 0° 44′ 09″ E / 42.06683333°N,0.73583333°E 1215.5 msnm      |                                            |                                | Modifica les dades a Wikidata |
|        | Collet de la Cova de Sant Miquel | Sant Esteve de la Sarga                     | collada cova |         | 42° 04′ 10″ N, 0° 49′ 50″ E / 42.06938889°N,0.83066667°E Moror 703.8 msnm | bé integrant del patrimoni cultural català |                                | Modifica les dades a Wikidata |
|        | Lo Coll (Montsec)                | Sant Esteve de la Sarga                     | collada      |         | 42° 02′ 51″ N, 0° 46′ 47″ E / 42.0474°N,0.77975°E 1531.5 msnm             |                                            |                                | Modifica les dades a Wikidata |
|        | Pas de l'Osca                    | Castell de Mur Sant Esteve de la Sarga Àger | collada      |         | 42° 02′ 24″ N, 0° 50′ 12″ E / 42.04001°N,0.836659°E 1349 msnm             |                                            | Pas de l'Osca (Montsec d'Ares) | Modifica les dades a Wikidata |
|        | Pas de l'Ós                      | Sant Esteve de la Sarga                     | collada      |         | 42° 02′ 29″ N, 0° 46′ 35″ E / 42.0413°N,0.77625°E 1634.8 msnm             |                                            |                                | Modifica les dades a Wikidata |
|        | Pas del Llop                     | Sant Esteve de la Sarga Àger                | collada      |         | 42° 02′ 28″ N, 0° 48′ 39″ E / 42.041°N,0.810972°E 1611.7 msnm             |                                            |                                | Modifica les dades a Wikidata |
|        | Pas del Llop (Castissent)        | Sant Esteve de la Sarga                     | collada      |         | 42° 06′ 39″ N, 0° 43′ 26″ E / 42.11083333°N,0.72394444°E 672.6 msnm       |                                            |                                | Modifica les dades a Wikidata |
|        | Pas dels Pous de Glaç            | Sant Esteve de la Sarga                     | collada      |         | 42° 02′ 39″ N, 0° 45′ 06″ E / 42.0442°N,0.751528°E 1589.4 msnm            |                                            |                                | Modifica les dades a Wikidata |
|        | les Collades                     | Sant Esteve de la Sarga                     | collada      |         | 42° 04′ 15″ N, 0° 42′ 36″ E / 42.0708°N,0.710111°E 1090.6 msnm            |                                            |                                | Modifica les dades a Wikidata |

## cova
| imatge | Nom                            | Ubicat a                | instància de              | Detalls | coordenades                                                          | Protecció                                  | Commons (més fotos) | Dades a WD                    |
| ------ | ------------------------------ | ----------------------- | ------------------------- | ------- | -------------------------------------------------------------------- | ------------------------------------------ | ------------------- | ----------------------------- |
|        | Balma de Moror                 | Sant Esteve de la Sarga | cova jaciment arqueològic |         | 42° 04′ 22″ N, 0° 49′ 14″ E / 42.072732°N,0.820487°E                 | bé integrant del patrimoni cultural català |                     | Modifica les dades a Wikidata |
|        | Cova Gran de la Paret          | Sant Esteve de la Sarga | cova                      |         | 42° 04′ 13″ N, 0° 40′ 59″ E / 42.0702794854951°N,0.682994777147218°E |                                            |                     | Modifica les dades a Wikidata |
|        | Cova Negra del Cingle de Lledó | Sant Esteve de la Sarga | cova                      |         | 42° 04′ 02″ N, 0° 44′ 02″ E / 42.0671001708114°N,0.733921794969999°E |                                            |                     | Modifica les dades a Wikidata |
|        | Cova Petita de la Paret        | Sant Esteve de la Sarga | cova                      |         | 42° 04′ 16″ N, 0° 40′ 57″ E / 42.0711633280357°N,0.682612088258131°E |                                            |                     | Modifica les dades a Wikidata |
|        | Forat Rodó                     | Sant Esteve de la Sarga | cova                      |         | 42° 03′ 11″ N, 0° 42′ 55″ E / 42.0531838549247°N,0.715191466070739°E |                                            |                     | Modifica les dades a Wikidata |
|        | Forat de la Badada             | Sant Esteve de la Sarga | cova                      |         | 42° 04′ 21″ N, 0° 43′ 32″ E / 42.0725007240498°N,0.725582649557523°E |                                            |                     | Modifica les dades a Wikidata |
|        | Forats del Queixigar           | Sant Esteve de la Sarga | cova                      |         | 42° 04′ 40″ N, 0° 41′ 47″ E / 42.0779°N,0.696444°E 835 msnm          |                                            |                     | Modifica les dades a Wikidata |
|        | Graller Petit d'Alsamora       | Sant Esteve de la Sarga | cova                      |         | 42° 03′ 17″ N, 0° 42′ 30″ E / 42.05475°N,0.70830556°E 1465 msnm      |                                            |                     | Modifica les dades a Wikidata |
|        | Graller d'Alsamora             | Sant Esteve de la Sarga | cova                      |         | 42° 03′ 12″ N, 0° 43′ 06″ E / 42.05327778°N,0.71825°E 1554 msnm      |                                            |                     | Modifica les dades a Wikidata |
|        | Graller de Comafaió            | Sant Esteve de la Sarga | cova                      |         | 42° 03′ 01″ N, 0° 46′ 58″ E / 42.0502°N,0.782722°E 1427 msnm         |                                            |                     | Modifica les dades a Wikidata |
|        | Graller de l'Oró               | Sant Esteve de la Sarga | cova                      |         | 42° 03′ 36″ N, 0° 42′ 45″ E / 42.0599813719798°N,0.712385635875005°E |                                            |                     | Modifica les dades a Wikidata |
|        | Graller de la Llobatera        | Sant Esteve de la Sarga | cova                      |         | 42° 03′ 08″ N, 0° 47′ 09″ E / 42.0521354233568°N,0.78572491026944°E  |                                            |                     | Modifica les dades a Wikidata |
|        | Graller de les Comarques       | Sant Esteve de la Sarga | cova                      |         | 42° 03′ 32″ N, 0° 42′ 21″ E / 42.0588308289227°N,0.705731941406103°E |                                            |                     | Modifica les dades a Wikidata |
|        | Graller del Boixeguer          | Sant Esteve de la Sarga | cova                      |         | 42° 03′ 18″ N, 0° 44′ 57″ E / 42.05505556°N,0.74913889°E 1418 msnm   |                                            |                     | Modifica les dades a Wikidata |
|        | Graller del Clot del Pou       | Sant Esteve de la Sarga | cova                      |         | 42° 02′ 49″ N, 0° 46′ 41″ E / 42.0468899960047°N,0.778065519731909°E |                                            |                     | Modifica les dades a Wikidata |
|        | Graller del Feixal Peraire     | Sant Esteve de la Sarga | cova                      |         | 42° 03′ 24″ N, 0° 46′ 51″ E / 42.0565322945741°N,0.780702057014395°E |                                            |                     | Modifica les dades a Wikidata |
|        | Graller del Picó Bernat        | Sant Esteve de la Sarga | cova                      |         | 42° 02′ 59″ N, 0° 47′ 11″ E / 42.0496109814068°N,0.786513451624945°E |                                            |                     | Modifica les dades a Wikidata |
|        | Grallera Gran del Corralot     | Sant Esteve de la Sarga | cova                      |         | 42° 02′ 38″ N, 0° 49′ 06″ E / 42.04375°N,0.81836111°E 1545 msnm      |                                            |                     | Modifica les dades a Wikidata |
|        | Grallera de les Vaqueres       | Sant Esteve de la Sarga | cova                      |         | 42° 02′ 44″ N, 0° 45′ 40″ E / 42.0455507812495°N,0.761063957656672°E |                                            |                     | Modifica les dades a Wikidata |
|        | Lo Cambrot                     | Sant Esteve de la Sarga | cova                      |         | 42° 03′ 24″ N, 0° 43′ 18″ E / 42.05669444°N,0.72172222°E 1470 msnm   |                                            |                     | Modifica les dades a Wikidata |
|        | Pouet de Mont-rebei            | Sant Esteve de la Sarga | cova                      |         | 42° 03′ 55″ N, 0° 41′ 27″ E / 42.0653919100891°N,0.690714313883878°E |                                            |                     | Modifica les dades a Wikidata |
|        | avenc de les Comarques         | Sant Esteve de la Sarga | cova                      |         | 42° 03′ 44″ N, 0° 42′ 13″ E / 42.06211111°N,0.70369444°E 1320 msnm   |                                            |                     | Modifica les dades a Wikidata |
|        | avenc del Cingle de Roca Alta  | Sant Esteve de la Sarga | cova                      |         | 42° 03′ 09″ N, 0° 45′ 54″ E / 42.0525°N,0.765083°E 1425 msnm         |                                            |                     | Modifica les dades a Wikidata |
|        | cova de Mont-rebei             | Sant Esteve de la Sarga | cova                      |         | 42° 03′ 51″ N, 0° 41′ 40″ E / 42.0643024342613°N,0.694307065480008°E |                                            |                     | Modifica les dades a Wikidata |
|        | cova de l'Onso                 | Sant Esteve de la Sarga | cova                      |         | 42° 04′ 01″ N, 0° 43′ 12″ E / 42.0670601240492°N,0.720084250261715°E |                                            |                     | Modifica les dades a Wikidata |
|        | cova de la Colomera            | Sant Esteve de la Sarga | cova jaciment arqueològic |         | 42° 04′ 47″ N, 0° 40′ 54″ E / 42.0798°N,0.681778°E 545 msnm          | bé integrant del patrimoni cultural català |                     | Modifica les dades a Wikidata |
|        | cova de la Paret               | Sant Esteve de la Sarga | cova                      |         | 42° 04′ 12″ N, 0° 41′ 00″ E / 42.0700168287733°N,0.683366943064775°E |                                            |                     | Modifica les dades a Wikidata |
|        | cova de la Tia                 | Sant Esteve de la Sarga | cova                      |         | 42° 03′ 55″ N, 0° 49′ 57″ E / 42.06536111°N,0.83255556°E 741 msnm    |                                            |                     | Modifica les dades a Wikidata |
|        | cova de la Veça                | Sant Esteve de la Sarga | cova                      |         | 42° 02′ 53″ N, 0° 48′ 02″ E / 42.0481805631613°N,0.800639721659873°E |                                            |                     | Modifica les dades a Wikidata |
|        | cova del Brugal                | Sant Esteve de la Sarga | cova                      |         | 42° 04′ 24″ N, 0° 44′ 30″ E / 42.0732434979303°N,0.741753524353116°E |                                            |                     | Modifica les dades a Wikidata |
|        | cova del Mut                   | Sant Esteve de la Sarga | cova                      |         | 42° 05′ 55″ N, 0° 42′ 01″ E / 42.0986168950417°N,0.700258741804007°E |                                            |                     | Modifica les dades a Wikidata |
|        | cova del Picó Bernat           | Sant Esteve de la Sarga | cova                      |         | 42° 03′ 02″ N, 0° 47′ 39″ E / 42.0504867367502°N,0.794107621861572°E |                                            |                     | Modifica les dades a Wikidata |
|        | els Hòmens Morts               | Sant Esteve de la Sarga | cova                      |         | 42° 03′ 38″ N, 0° 48′ 46″ E / 42.0604524925428°N,0.812724313407263°E |                                            |                     | Modifica les dades a Wikidata |
|        | les Capelletes                 | Sant Esteve de la Sarga | cova                      |         | 42° 03′ 22″ N, 0° 50′ 01″ E / 42.0561304009316°N,0.833645853620605°E |                                            |                     | Modifica les dades a Wikidata |
|        | lo Colomer                     | Sant Esteve de la Sarga | cova                      |         | 42° 04′ 33″ N, 0° 42′ 55″ E / 42.0758424409634°N,0.715188388954059°E |                                            |                     | Modifica les dades a Wikidata |
|        | lo Colomer de Vilabella        | Sant Esteve de la Sarga | cova                      |         | 42° 04′ 58″ N, 0° 44′ 45″ E / 42.0828628853254°N,0.745933730205768°E |                                            |                     | Modifica les dades a Wikidata |
|        | lo Corral Xic                  | Sant Esteve de la Sarga | cova                      |         | 42° 02′ 35″ N, 0° 49′ 13″ E / 42.0429531281616°N,0.820247841866519°E |                                            |                     | Modifica les dades a Wikidata |

## curs d'aigua
| imatge | Nom                                               | Ubicat a                                                      | instància de | Detalls                                                            | coordenades | Protecció | Commons (més fotos)                          | Dades a WD                    |
| ------ | ------------------------------------------------- | ------------------------------------------------------------- | ------------ | ------------------------------------------------------------------ | --- | --------- | -------------------------------------------- | ----------------------------- |
|        | Barranc Fondo (Sant Esteve de la Sarga)           | Sant Esteve de la Sarga                                       | curs d'aigua | Desemboca: Noguera Ribagorçana Llarg: 0.25km                       | 42° 05′ 17″ N, 0° 41′ 23″ E / 42.0881°N,0.689733°E                                                                     |           |                                              | Modifica les dades a Wikidata |
|        | Barranc d'Alzina (Sant Esteve de la Sarga)        | Sant Esteve de la Sarga                                       | curs d'aigua | Desemboca: barranc del Bosc                                        | 42° 04′ 18″ N, 0° 46′ 31″ E / 42.0717°N,0.775375°E                                                                     |           |                                              | Modifica les dades a Wikidata |
|        | Barranc de Joan Mai                               | Sant Esteve de la Sarga                                       | curs d'aigua | Desemboca: barranc Gros Llarg: 1.5km                               | 42° 06′ 14″ N, 0° 45′ 31″ E / 42.1038°N,0.758564°E                                                                     |           |                                              | Modifica les dades a Wikidata |
|        | Barranc de Juriana                                | Sant Esteve de la Sarga                                       | curs d'aigua | Desemboca: Noguera Ribagorçana Llarg: 4km                          | 42° 04′ 59″ N, 0° 43′ 27″ E / 42.083°N,0.724106°E                                                                      |           |                                              | Modifica les dades a Wikidata |
|        | Barranc de Matamala (Sant Esteve de la Sarga)     | Sant Esteve de la Sarga                                       | curs d'aigua | Desemboca: Noguera Ribagorçana Llarg: 3km                          | 42° 04′ 44″ N, 0° 40′ 50″ E / 42.0788°N,0.680578°E                                                                     |           |                                              | Modifica les dades a Wikidata |
|        | Barranc de l'Obaga (Castissent)                   | Sant Esteve de la Sarga                                       | curs d'aigua | Desemboca: Noguera Ribagorçana Llarg: 3km                          | 42° 06′ 48″ N, 0° 43′ 41″ E / 42.1134°N,0.728028°E                                                                     |           |                                              | Modifica les dades a Wikidata |
|        | Barranc de l'Obaga Gran                           | Sant Esteve de la Sarga                                       | curs d'aigua | Llarg: 3.5km                                                       | 42° 03′ 17″ N, 0° 42′ 30″ E / 42.0548°N,0.708336°E                                                                     |           |                                              | Modifica les dades a Wikidata |
|        | Barranc de la Carbonera (Sant Esteve de la Sarga) | Sant Esteve de la Sarga                                       | curs d'aigua | Desemboca: Barranc del Grau (Sant Esteve de la Sarga) Llarg: 3.5km | 42° 03′ 11″ N, 0° 43′ 16″ E / 42.053°N,0.721172°E                                                                      |           |                                              | Modifica les dades a Wikidata |
|        | Barranc de la Cleda                               | Sant Esteve de la Sarga                                       | curs d'aigua | Desemboca: Barranc de les Vaqueres Llarg: 2km                      | 42° 02′ 43″ N, 0° 45′ 06″ E / 42.0454°N,0.751687°E                                                                     |           |                                              | Modifica les dades a Wikidata |
|        | Barranc de la Coma (Sant Esteve de la Sarga)      | Sant Esteve de la Sarga                                       | curs d'aigua | Llarg: 2.5km                                                       | 42° 03′ 08″ N, 0° 46′ 55″ E / 42.0522°N,0.781964°E                                                                     |           |                                              | Modifica les dades a Wikidata |
|        | Barranc de la Fou (Sant Esteve de la Sarga)       | Sant Esteve de la Sarga                                       | curs d'aigua | Desemboca: Barranc del Grau (Sant Esteve de la Sarga) Llarg: 3.5km | 42° 03′ 06″ N, 0° 43′ 33″ E / 42.0517°N,0.725842°E                                                                     |           |                                              | Modifica les dades a Wikidata |
|        | Barranc de la Marrada                             | Sant Esteve de la Sarga                                       | curs d'aigua | Llarg: 2.5km                                                       | 42° 06′ 01″ N, 0° 46′ 14″ E / 42.1003°N,0.770569°E                                                                     |           |                                              | Modifica les dades a Wikidata |
|        | Barranc de la Maçana (Sant Esteve de la Sarga)    | Sant Esteve de la Sarga                                       | curs d'aigua | Desemboca: Barranc Fondo (Sant Esteve de la Sarga) Llarg: 5km      | 42° 04′ 57″ N, 0° 44′ 40″ E / 42.0826°N,0.744425°E                                                                     |           |                                              | Modifica les dades a Wikidata |
|        | Barranc de la Pua                                 | Sant Esteve de la Sarga                                       | curs d'aigua | Llarg: 3km                                                         | 42° 03′ 08″ N, 0° 44′ 41″ E / 42.0523°N,0.744861°E                                                                     |           |                                              | Modifica les dades a Wikidata |
|        | Barranc de la Seuva                               | Sant Esteve de la Sarga                                       | curs d'aigua | Desemboca: barranc de la Clua Llarg: 1.5km                         | 42° 05′ 16″ N, 0° 44′ 23″ E / 42.0879°N,0.739811°E                                                                     |           |                                              | Modifica les dades a Wikidata |
|        | Barranc de les Vaqueres                           | Sant Esteve de la Sarga                                       | curs d'aigua | Llarg: 2km                                                         | 42° 03′ 40″ N, 0° 45′ 24″ E / 42.0612°N,0.756783°E                                                                     |           |                                              | Modifica les dades a Wikidata |
|        | Barranc del Comunet                               | Sant Esteve de la Sarga                                       | curs d'aigua | Desemboca: Barranc del Grau (Sant Esteve de la Sarga) Llarg: 1.5km | 42° 04′ 25″ N, 0° 43′ 06″ E / 42.0735°N,0.718211°E                                                                     |           |                                              | Modifica les dades a Wikidata |
|        | Barranc del Grau (Sant Esteve de la Sarga)        | Sant Esteve de la Sarga                                       | curs d'aigua | Llarg: 3.5km                                                       | 42° 04′ 53″ N, 0° 42′ 47″ E / 42.0813°N,0.713189°E                                                                     |           |                                              | Modifica les dades a Wikidata |
|        | Barranc del Serrat                                | Sant Esteve de la Sarga                                       | curs d'aigua | Desemboca: Barranc del Grau (Sant Esteve de la Sarga) Llarg: 3.5km | 42° 03′ 51″ N, 0° 43′ 58″ E / 42.0642°N,0.732897°E                                                                     |           |                                              | Modifica les dades a Wikidata |
|        | Barranc del Teix                                  | Sant Esteve de la Sarga                                       | curs d'aigua | Desemboca: Barranc del Grau (Sant Esteve de la Sarga) Llarg: 2.5km | 42° 04′ 10″ N, 0° 43′ 17″ E / 42.0695°N,0.721442°E                                                                     |           |                                              | Modifica les dades a Wikidata |
|        | Barranc dels Burgals                              | Sant Esteve de la Sarga                                       | curs d'aigua | Desemboca: Barranc del Grau (Sant Esteve de la Sarga) Llarg: 1.5km | 42° 04′ 42″ N, 0° 42′ 53″ E / 42.0784°N,0.714586°E                                                                     |           |                                              | Modifica les dades a Wikidata |
|        | Noguera Ribagorçana                               | Vall d'Aran Alta Ribagorça Pallars Jussà Noguera Segrià Aragó | curs d'aigua | Desemboca: Segre Llarg: 133km                                      | 42° 37′ 36″ N, 0° 42′ 21″ E / 42.6267°N,0.7058°E 41° 40′ 29″ N, 0° 42′ 22″ E / 41.6747°N,0.7061°E                      |           | Noguera Ribagorçana                          | Modifica les dades a Wikidata |
|        | barranc Gros                                      | Castell de Mur Sant Esteve de la Sarga Tremp                  | curs d'aigua | Llarg: 9km                                                         | 42° 06′ 22″ N, 0° 44′ 24″ E / 42.1062°N,0.739944°E                                                                     |           |                                              | Modifica les dades a Wikidata |
|        | barranc de l'Obaga                                | Sant Esteve de la Sarga                                       | curs d'aigua | Llarg: 3km                                                         | 42° 05′ 59″ N, 0° 46′ 36″ E / 42.0997°N,0.776617°E                                                                     |           |                                              | Modifica les dades a Wikidata |
|        | barranc de la Clua                                | Sant Esteve de la Sarga                                       | curs d'aigua | Desemboca: barranc Gros Llarg: 6km                                 | 42° 05′ 50″ N, 0° 45′ 58″ E / 42.097147°N,0.766006°E 42° 06′ 20″ N, 0° 42′ 41″ E / 42.10563°N,0.71137°E Montsec d'Ares |           | Barranc de la Clua (Sant Esteve de la Sarga) | Modifica les dades a Wikidata |
|        | barranc de la Cometa                              | Sant Esteve de la Sarga                                       | curs d'aigua | Desemboca: Barranc d'Alzina (Sant Esteve de la Sarga) Llarg: 2.5km | 42° 02′ 34″ N, 0° 47′ 43″ E / 42.0429°N,0.795361°E                                                                     |           |                                              | Modifica les dades a Wikidata |
|        | barranc de la Font de la Veça                     | Sant Esteve de la Sarga                                       | curs d'aigua | Desemboca: Barranc d'Alzina (Sant Esteve de la Sarga) Llarg: 2.5km | 42° 02′ 56″ N, 0° 48′ 11″ E / 42.0489°N,0.802981°E                                                                     |           |                                              | Modifica les dades a Wikidata |
|        | barranc de la Mulla                               | Sant Esteve de la Sarga Castell de Mur                        | curs d'aigua | Desemboca: barranc del Bosc Llarg: 3.5km                           | 42° 06′ 02″ N, 0° 49′ 19″ E / 42.100504°N,0.82182°E 42° 04′ 14″ N, 0° 49′ 14″ E / 42.070501°N,0.820653°E               |           | Barranc de la Mulla                          | Modifica les dades a Wikidata |
|        | barranc de la Rebollera                           | Sant Esteve de la Sarga                                       | curs d'aigua | Llarg: 3km                                                         | 42° 02′ 58″ N, 0° 46′ 04″ E / 42.0494°N,0.767909°E                                                                     |           |                                              | Modifica les dades a Wikidata |
|        | barranc del Bosc                                  | Sant Esteve de la Sarga Castell de Mur                        | curs d'aigua | Desemboca: Noguera Pallaresa                                       | 42° 04′ 18″ N, 0° 46′ 31″ E / 42.071703°N,0.775375°E 42° 02′ 43″ N, 0° 53′ 30″ E / 42.045327°N,0.89161°E               |           | Barranc del Bosc (Montsec)                   | Modifica les dades a Wikidata |
|        | llau de Salitó                                    | Sant Esteve de la Sarga                                       | curs d'aigua | Llarg: 3km                                                         | 42° 03′ 42″ N, 0° 49′ 52″ E / 42.0617°N,0.830992°E                                                                     |           |                                              | Modifica les dades a Wikidata |
|        | llau de la Grallera                               | Sant Esteve de la Sarga Castell de Mur                        | curs d'aigua | Desemboca: barranc de Moror Llarg: 5km                             | 42° 05′ 49″ N, 0° 50′ 22″ E / 42.09702°N,0.839466°E 42° 04′ 08″ N, 0° 52′ 14″ E / 42.068816°N,0.870417°E               |           | Llau de la Grallera                          | Modifica les dades a Wikidata |
|        | llau del Rial Roi                                 | Sant Esteve de la Sarga                                       | curs d'aigua | Llarg: 2km                                                         | 42° 04′ 18″ N, 0° 46′ 31″ E / 42.0717°N,0.775378°E                                                                     |           |                                              | Modifica les dades a Wikidata |
|        | llau dels Alberons                                | Sant Esteve de la Sarga                                       | curs d'aigua | Desemboca: barranc de Moror Llarg: 2.5km                           | 42° 04′ 08″ N, 0° 51′ 34″ E / 42.0689°N,0.859417°E                                                                     |           |                                              | Modifica les dades a Wikidata |
|        | llau dels Homes Morts                             | Sant Esteve de la Sarga                                       | curs d'aigua | Llarg: 4km                                                         | 42° 04′ 12″ N, 0° 49′ 18″ E / 42.0699°N,0.821653°E                                                                     |           |                                              | Modifica les dades a Wikidata |

## entitat singular de població
| imatge | Nom                     | Ubicat a                | instància de                                   | Detalls                             | coordenades                                                                   | Protecció                                  | Commons (més fotos)               | Dades a WD                    |
| ------ | ----------------------- | ----------------------- | ---------------------------------------------- | ----------------------------------- | ----------------------------------------------------------------------------- | ------------------------------------------ | --------------------------------- | ----------------------------- |
|        | Alsamora                | Sant Esteve de la Sarga | entitat singular de població                   | 13 hab                              | 42° 04′ 52″ N, 0° 43′ 47″ E / 42.08109444°N,0.72965°E 868 msnm                |                                            | Alsamora                          | Modifica les dades a Wikidata |
|        | Alzina                  | Sant Esteve de la Sarga | entitat singular de població                   | 23 hab                              | 42° 05′ 02″ N, 0° 48′ 26″ E / 42.083828°N,0.807256°E 957 msnm                 |                                            | Alzina (Sant Esteve de la Sarga)  | Modifica les dades a Wikidata |
|        | Beniure                 | Sant Esteve de la Sarga | entitat singular de població                   | 11 hab                              | 42° 04′ 48″ N, 0° 46′ 44″ E / 42.080089°N,0.778822°E 857 msnm                 |                                            | Beniure                           | Modifica les dades a Wikidata |
|        | Castellnou de Montsec   | Sant Esteve de la Sarga | entitat singular de població                   | Estil: arquitectura romànica 10 hab | 42° 06′ 10″ N, 0° 45′ 55″ E / 42.102721227578°N,0.7651534649276°E 1029.8 msnm | bé integrant del patrimoni cultural català | Castellnou de Montsec             | Modifica les dades a Wikidata |
|        | Estorm                  | Sant Esteve de la Sarga | entitat singular de població                   | 14 hab                              | 42° 05′ 10″ N, 0° 50′ 28″ E / 42.086105°N,0.841159°E 827 msnm                 |                                            | Estorm                            | Modifica les dades a Wikidata |
|        | Mont-rebei              | Sant Esteve de la Sarga | entitat singular de població antic assentament | 7 hab                               | 42° 06′ 22″ N, 0° 42′ 05″ E / 42.10609444°N,0.70144028°E 505 msnm             |                                            | Mont-rebei                        | Modifica les dades a Wikidata |
|        | Moror                   | Sant Esteve de la Sarga | entitat singular de població                   | 18 hab                              | 42° 04′ 45″ N, 0° 50′ 05″ E / 42.07916389°N,0.83477889°E 821 msnm             |                                            | Moror                             | Modifica les dades a Wikidata |
|        | Sant Esteve de la Sarga | Sant Esteve de la Sarga | entitat singular de població capital municipal | 18 hab                              | 42° 04′ 43″ N, 0° 45′ 51″ E / 42.07872567°N,0.76403263°E 869 msnm             |                                            |                                   | Modifica les dades a Wikidata |
|        | la Clua                 | Sant Esteve de la Sarga | entitat singular de població                   | 9 hab                               | 42° 05′ 48″ N, 0° 43′ 34″ E / 42.096758°N,0.726017°E 711 msnm                 |                                            | La Clua (Sant Esteve de la Sarga) | Modifica les dades a Wikidata |
|        | la Torre d'Amargós      | Sant Esteve de la Sarga | entitat singular de població                   | 1 hab                               | 42° 06′ 06″ N, 0° 44′ 42″ E / 42.10178°N,0.74510556°E 850 msnm                |                                            | La Torre d'Amargos                | Modifica les dades a Wikidata |

## església
| imatge | Nom                               | Ubicat a                | instància de              | Detalls                                                 | coordenades                                                         | Protecció                                  | Commons (més fotos)                | Dades a WD                    |
| ------ | --------------------------------- | ----------------------- | ------------------------- | ------------------------------------------------------- | ------------------------------------------------------------------- | ------------------------------------------ | ---------------------------------- | ----------------------------- |
|        | Mare de Déu de Fabregada          | Sant Esteve de la Sarga | església                  | Estil: art romànic                                      | 42° 04′ 39″ N, 0° 44′ 54″ E / 42.0774°N,0.748386°E 945 msnm         | bé integrant del patrimoni cultural català | Mare de Déu de Fabregada           | Modifica les dades a Wikidata |
|        | Mare de Déu de la Feixa           | Sant Esteve de la Sarga | església capella          | Estat: ruïnós                                           | 42° 05′ 04″ N, 0° 44′ 20″ E / 42.084354599798°N,0.738905123991327°E |                                            |                                    | Modifica les dades a Wikidata |
|        | Sant Esteve de la Sarga           | Sant Esteve de la Sarga | església                  | Estil: art romànic                                      | 42° 04′ 44″ N, 0° 45′ 52″ E / 42.07892778°N,0.76433333°E 875 msnm   | bé integrant del patrimoni cultural català | Sant Esteve de la Sarga (església) | Modifica les dades a Wikidata |
|        | Sant Miquel de Moror              | Sant Esteve de la Sarga | església                  | Estil: art romànic                                      | 42° 04′ 45″ N, 0° 50′ 06″ E / 42.07916944°N,0.83506889°E 842 msnm   | bé cultural d'interès local                | Sant Miquel de Moror               | Modifica les dades a Wikidata |
|        | Sant Salvador d'Estorm            | Sant Esteve de la Sarga | església                  | Estil: art romànic                                      | 42° 05′ 10″ N, 0° 50′ 28″ E / 42.08613056°N,0.84108056°E 830 msnm   | bé integrant del patrimoni cultural català | Sant Salvador d'Estorm             | Modifica les dades a Wikidata |
|        | Sant Salvador de la Serra         | Sant Esteve de la Sarga | església                  | Estil: art romànic                                      | 42° 05′ 45″ N, 0° 50′ 04″ E / 42.09580833°N,0.83441833°E 1008 msnm  | bé integrant del patrimoni cultural català | Sant Salvador de la Serra          | Modifica les dades a Wikidata |
|        | Santa Maria de la Clua            | Sant Esteve de la Sarga | església edifici històric | Estil: arquitectura romànica                            | 42° 05′ 52″ N, 0° 43′ 37″ E / 42.09784444°N,0.72684167°E 701.8 msnm | bé integrant del patrimoni cultural català | Santa Maria de la Clua             | Modifica les dades a Wikidata |
|        | Santa Maria de la Torre d'Amargós | Sant Esteve de la Sarga | església                  | Estil: arquitectura romànica 12nd century Estat: ruïnós | 42° 06′ 06″ N, 0° 44′ 44″ E / 42.101635°N,0.74551111°E 852 msnm     |                                            | Santa Maria de la Torre d'Amargós  | Modifica les dades a Wikidata |

## font
| imatge | Nom                        | Ubicat a                | instància de | Detalls                     | coordenades                                                       | Protecció                                  | Commons (més fotos) | Dades a WD                    |
| ------ | -------------------------- | ----------------------- | ------------ | --------------------------- | ----------------------------------------------------------------- | ------------------------------------------ | ------------------- | ----------------------------- |
|        | font de Fabregada          | Sant Esteve de la Sarga | font         |                             | 42° 04′ 39″ N, 0° 44′ 56″ E / 42.0775°N,0.748889°E 937 msnm       |                                            | Font de Fabregada   | Modifica les dades a Wikidata |
|        | font de l'Hort del Capellà | Sant Esteve de la Sarga | font         |                             | 42° 05′ 35″ N, 0° 45′ 45″ E / 42.092972°N,0.762611°E              |                                            |                     | Modifica les dades a Wikidata |
|        | font de la Canaleta        | Sant Esteve de la Sarga | font         |                             | 42° 05′ 31″ N, 0° 47′ 12″ E / 42.091806°N,0.786528°E              |                                            |                     | Modifica les dades a Wikidata |
|        | font de la Masera          | Sant Esteve de la Sarga | font         |                             | 42° 05′ 55″ N, 0° 43′ 58″ E / 42.098639°N,0.732778°E              |                                            |                     | Modifica les dades a Wikidata |
|        | font de la Moixera         | Sant Esteve de la Sarga | font         |                             | 42° 05′ 37″ N, 0° 44′ 59″ E / 42.09363889°N,0.74969444°E          |                                            |                     | Modifica les dades a Wikidata |
|        | font de la Mulla           | Sant Esteve de la Sarga | font         | Estil: arquitectura popular | 42° 05′ 38″ N, 0° 49′ 16″ E / 42.09381944°N,0.82098611°E 771 msnm | bé integrant del patrimoni cultural català | Font de la Mulla    | Modifica les dades a Wikidata |
|        | font de la Munya           | Sant Esteve de la Sarga | font         |                             | 42° 05′ 54″ N, 0° 46′ 31″ E / 42.09836111°N,0.77522222°E          |                                            |                     | Modifica les dades a Wikidata |
|        | font de la Roca            | Sant Esteve de la Sarga | font         |                             | 42° 04′ 51″ N, 0° 45′ 48″ E / 42.08083333°N,0.76322222°E          |                                            |                     | Modifica les dades a Wikidata |
|        | font de la Veça            | Sant Esteve de la Sarga | font         |                             | 42° 03′ 04″ N, 0° 48′ 16″ E / 42.05116667°N,0.80452778°E          |                                            |                     | Modifica les dades a Wikidata |
|        | font del Pasterot          | Sant Esteve de la Sarga | font         |                             | 42° 04′ 35″ N, 0° 44′ 17″ E / 42.07647222°N,0.73811111°E          |                                            |                     | Modifica les dades a Wikidata |
|        | font del Recau             | Sant Esteve de la Sarga | font         |                             | 42° 04′ 38″ N, 0° 47′ 57″ E / 42.07727778°N,0.79919444°E          |                                            |                     | Modifica les dades a Wikidata |
|        | font dels Pruneruns        | Sant Esteve de la Sarga | font         |                             | 42° 05′ 43″ N, 0° 46′ 23″ E / 42.09533333°N,0.77297222°E          |                                            |                     | Modifica les dades a Wikidata |

## indret
| imatge | Nom                                 | Ubicat a                | instància de | Detalls    | coordenades                                                                | Protecció | Commons (més fotos)      | Dades a WD                    |
| ------ | ----------------------------------- | ----------------------- | ------------ | ---------- | -------------------------------------------------------------------------- | --------- | ------------------------ | ----------------------------- |
|        | Canabolls                           | Sant Esteve de la Sarga | indret       |            | 42° 04′ 23″ N, 0° 48′ 13″ E / 42.07297222°N,0.80361111°E                   |           |                          | Modifica les dades a Wikidata |
|        | Comalets                            | Sant Esteve de la Sarga | indret       |            | 42° 07′ 05″ N, 0° 45′ 48″ E / 42.11816667°N,0.76330556°E                   |           |                          | Modifica les dades a Wikidata |
|        | Costes de la Mulla                  | Sant Esteve de la Sarga | indret       |            | 42° 05′ 01″ N, 0° 48′ 55″ E / 42.08361111°N,0.81516667°E                   |           |                          | Modifica les dades a Wikidata |
|        | Feixes de la Casota                 | Sant Esteve de la Sarga | indret       |            | 42° 06′ 01″ N, 0° 42′ 07″ E / 42.10022222°N,0.70202778°E                   |           |                          | Modifica les dades a Wikidata |
|        | Feixà de la Serra                   | Sant Esteve de la Sarga | indret       |            | 42° 05′ 39″ N, 0° 48′ 30″ E / 42.09419444°N,0.80836111°E                   |           |                          | Modifica les dades a Wikidata |
|        | L'Alzinar                           | Sant Esteve de la Sarga | indret       |            | 42° 05′ 13″ N, 0° 48′ 09″ E / 42.0869°N,0.802556°E                         |           |                          | Modifica les dades a Wikidata |
|        | L'Era del Castell                   | Sant Esteve de la Sarga | indret       |            | 42° 06′ 08″ N, 0° 45′ 55″ E / 42.10225°N,0.76533333°E                      |           |                          | Modifica les dades a Wikidata |
|        | La Cometa (Sant Esteve de la Sarga) | Sant Esteve de la Sarga | indret       |            | 42° 03′ 39″ N, 0° 47′ 45″ E / 42.06083333°N,0.79583333°E 875 msnm          |           |                          | Modifica les dades a Wikidata |
|        | La Feixa                            | Sant Esteve de la Sarga | indret       |            | 42° 05′ 04″ N, 0° 43′ 55″ E / 42.08441667°N,0.73194444°E 882 msnm          |           | La Feixa (Alsamora)      | Modifica les dades a Wikidata |
|        | La Rialera                          | Sant Esteve de la Sarga | indret       |            | 42° 04′ 34″ N, 0° 49′ 24″ E / 42.076°N,0.823389°E                          |           |                          | Modifica les dades a Wikidata |
|        | La Selva                            | Sant Esteve de la Sarga | indret       |            | 42° 03′ 55″ N, 0° 48′ 22″ E / 42.06536111°N,0.806°E                        |           |                          | Modifica les dades a Wikidata |
|        | Les Llaus                           | Sant Esteve de la Sarga | indret       |            | 42° 04′ 11″ N, 0° 45′ 53″ E / 42.06975°N,0.76461111°E                      |           |                          | Modifica les dades a Wikidata |
|        | Les Solanes                         | Sant Esteve de la Sarga | indret       |            | 42° 05′ 01″ N, 0° 51′ 04″ E / 42.08372222°N,0.85116667°E                   |           |                          | Modifica les dades a Wikidata |
|        | Les Sorts                           | Sant Esteve de la Sarga | indret       |            | 42° 04′ 23″ N, 0° 49′ 52″ E / 42.07302778°N,0.83105556°E                   |           |                          | Modifica les dades a Wikidata |
|        | Les Tarteres                        | Sant Esteve de la Sarga | indret       |            | 42° 05′ 27″ N, 0° 41′ 31″ E / 42.09086111°N,0.692°E                        |           |                          | Modifica les dades a Wikidata |
|        | Lo Bassal                           | Sant Esteve de la Sarga | indret       |            | 42° 04′ 35″ N, 0° 51′ 43″ E / 42.07628056°N,0.86186944°E                   |           |                          | Modifica les dades a Wikidata |
|        | Lo Queixigar                        | Sant Esteve de la Sarga | indret       |            | 42° 04′ 22″ N, 0° 42′ 02″ E / 42.0727°N,0.700611°E                         |           |                          | Modifica les dades a Wikidata |
|        | Los Corrals                         | Sant Esteve de la Sarga | indret       |            | 42° 05′ 47″ N, 0° 50′ 09″ E / 42.09638056°N,0.83597222°E 1000 msnm         |           | Los Corrals (Vilamolera) | Modifica les dades a Wikidata |
|        | Los Planells (la Torre d'Amargós)   | Sant Esteve de la Sarga | indret       |            | 42° 05′ 22″ N, 0° 45′ 20″ E / 42.0894°N,0.755667°E 980 msnm                |           |                          | Modifica les dades a Wikidata |
|        | Matamala                            | Sant Esteve de la Sarga | indret       |            | 42° 04′ 31″ N, 0° 41′ 04″ E / 42.07538889°N,0.68452778°E                   |           |                          | Modifica les dades a Wikidata |
|        | Meians                              | Sant Esteve de la Sarga | indret       |            | 42° 04′ 15″ N, 0° 50′ 45″ E / 42.0707°N,0.845889°E                         |           |                          | Modifica les dades a Wikidata |
|        | Pla del Coll                        | Sant Esteve de la Sarga | indret       |            | 42° 02′ 32″ N, 0° 46′ 34″ E / 42.0423°N,0.776028°E 1625 msnm               |           |                          | Modifica les dades a Wikidata |
|        | Plana d'Auberol                     | Sant Esteve de la Sarga | indret       |            | 42° 03′ 39″ N, 0° 47′ 18″ E / 42.06097222°N,0.78827778°E Beniure 1060 msnm |           |                          | Modifica les dades a Wikidata |
|        | Planell de Gipon                    | Sant Esteve de la Sarga | indret       |            | 42° 03′ 46″ N, 0° 51′ 08″ E / 42.06280556°N,0.85230556°E                   |           |                          | Modifica les dades a Wikidata |
|        | Racó de Miravet                     | Sant Esteve de la Sarga | indret       |            | 42° 07′ 18″ N, 0° 46′ 02″ E / 42.12172222°N,0.76722222°E                   |           |                          | Modifica les dades a Wikidata |
|        | Roques Peronyes                     | Sant Esteve de la Sarga | indret       | Llarg: 2km | 42° 05′ 28″ N, 0° 43′ 02″ E / 42.0911°N,0.717086°E                         |           |                          | Modifica les dades a Wikidata |
|        | Sant Jaume                          | Sant Esteve de la Sarga | indret       |            | 42° 04′ 48″ N, 0° 42′ 30″ E / 42.08°N,0.70825°E                            |           |                          | Modifica les dades a Wikidata |

## masia
| imatge | Nom                 | Ubicat a                | instància de | Detalls       | coordenades                                                                              | Protecció | Commons (més fotos)                     | Dades a WD                    |
| ------ | ------------------- | ----------------------- | ------------ | ------------- | ---------------------------------------------------------------------------------------- | --------- | --------------------------------------- | ----------------------------- |
|        | Ca de Boïls         | Sant Esteve de la Sarga | masia        |               | 42° 06′ 09″ N, 0° 42′ 26″ E / 42.1024024031205°N,0.707160084046512°E                     |           |                                         | Modifica les dades a Wikidata |
|        | Casa Colomina       | Sant Esteve de la Sarga | masia        |               | 42° 06′ 28″ N, 0° 46′ 20″ E / 42.1077°N,0.772167°E 870 msnm                              |           | Casa Colomina (Sant Esteve de la Sarga) | Modifica les dades a Wikidata |
|        | Casa Jovellar       | Sant Esteve de la Sarga | masia        |               | 42° 05′ 45″ N, 0° 45′ 38″ E / 42.0957°N,0.760444°E Castellnou de Montsec                 |           |                                         | Modifica les dades a Wikidata |
|        | Casa Margalit       | Sant Esteve de la Sarga | masia        |               | 42° 04′ 35″ N, 0° 46′ 08″ E / 42.0765°N,0.76897222°E Beniure 867 msnm                    |           |                                         | Modifica les dades a Wikidata |
|        | Casa Mariagnet      | Sant Esteve de la Sarga | masia        |               | 42° 06′ 51″ N, 0° 46′ 14″ E / 42.1143°N,0.770556°E Castellnou de Montsec 845 msnm        |           |                                         | Modifica les dades a Wikidata |
|        | Casa Martí          | Sant Esteve de la Sarga | masia        |               | 42° 07′ 07″ N, 0° 42′ 34″ E / 42.1187296042882°N,0.709401808319097°E                     |           |                                         | Modifica les dades a Wikidata |
|        | Casa Raval          | Sant Esteve de la Sarga | masia        |               | 42° 05′ 26″ N, 0° 46′ 32″ E / 42.09066667°N,0.77552778°E Castellnou de Montsec 1007 msnm |           |                                         | Modifica les dades a Wikidata |
|        | Casa Venturer       | Sant Esteve de la Sarga | masia        |               | 42° 06′ 17″ N, 0° 45′ 49″ E / 42.10461750589°N,0.763702403777392°E                       |           |                                         | Modifica les dades a Wikidata |
|        | Casa de Joan Mai    | Sant Esteve de la Sarga | masia        |               | 42° 06′ 24″ N, 0° 45′ 02″ E / 42.1066365543553°N,0.750436867210223°E                     |           |                                         | Modifica les dades a Wikidata |
|        | Casa del Recau      | Sant Esteve de la Sarga | masia        |               | 42° 04′ 40″ N, 0° 47′ 53″ E / 42.0777587627992°N,0.797974158647661°E                     |           |                                         | Modifica les dades a Wikidata |
|        | Casa del Sastret    | Sant Esteve de la Sarga | masia        |               | 42° 06′ 12″ N, 0° 46′ 46″ E / 42.1034619959488°N,0.779319326477976°E                     |           |                                         | Modifica les dades a Wikidata |
|        | Corral de Joan Mai  | Sant Esteve de la Sarga | masia        |               | 42° 06′ 27″ N, 0° 45′ 02″ E / 42.10744444°N,0.75055556°E la Torre d'Amargós 814 msnm     |           |                                         | Modifica les dades a Wikidata |
|        | Lo Maset            | Sant Esteve de la Sarga | masia        |               | 42° 05′ 50″ N, 0° 45′ 06″ E / 42.09736111°N,0.75166667°E la Torre d'Amargós 825 msnm     |           |                                         | Modifica les dades a Wikidata |
|        | Lo Pinell           | Sant Esteve de la Sarga | masia        |               | 42° 05′ 30″ N, 0° 42′ 06″ E / 42.09175°N,0.70161111°E Mont-rebei 630 msnm                |           |                                         | Modifica les dades a Wikidata |
|        | Mas de Sant Jaume   | Sant Esteve de la Sarga | masia        |               | 42° 05′ 10″ N, 0° 41′ 32″ E / 42.0859915990693°N,0.692227828795891°E                     |           |                                         | Modifica les dades a Wikidata |
|        | Mas de l'Agustina   | Sant Esteve de la Sarga | masia        |               | 42° 07′ 30″ N, 0° 42′ 04″ E / 42.125°N,0.701111°E Mont-rebei 514 msnm                    |           | Mas de l'Agustina                       | Modifica les dades a Wikidata |
|        | Masia de Miret      | Sant Esteve de la Sarga | masia        | Estat: ruïnós | 42° 04′ 38″ N, 0° 50′ 58″ E / 42.0772°N,0.849583°E Moror 646 msnm                        |           | Masia de Miret                          | Modifica les dades a Wikidata |
|        | Masia de Mont-rebei | Sant Esteve de la Sarga | masia        | Estat: ruïnós | 42° 06′ 22″ N, 0° 42′ 05″ E / 42.1061°N,0.7015°E Mont-rebei 495 msnm                     |           | Masia de Mont-rebei                     | Modifica les dades a Wikidata |
|        | Masia de Sanui      | Sant Esteve de la Sarga | masia        |               | 42° 04′ 27″ N, 0° 51′ 02″ E / 42.0741°N,0.850528°E Moror 646 msnm                        |           |                                         | Modifica les dades a Wikidata |
|        | Masia del Castell   | Sant Esteve de la Sarga | masia        |               | 42° 06′ 28″ N, 0° 46′ 20″ E / 42.10772222°N,0.77216667°E Castellnou de Montsec 870 msnm  |           |                                         | Modifica les dades a Wikidata |
|        | Masia del Paraire   | Sant Esteve de la Sarga | masia        |               | 42° 05′ 23″ N, 0° 48′ 25″ E / 42.08983333°N,0.80683333°E Alzina 977 msnm                 |           |                                         | Modifica les dades a Wikidata |
|        | la Caseta           | Sant Esteve de la Sarga | masia        |               | 42° 06′ 03″ N, 0° 44′ 43″ E / 42.1008153008576°N,0.745213043472797°E                     |           |                                         | Modifica les dades a Wikidata |
|        | la Masia            | Sant Esteve de la Sarga | masia        |               | 42° 04′ 50″ N, 0° 48′ 04″ E / 42.08041667°N,0.80102778°E Alzina 908 msnm                 |           |                                         | Modifica les dades a Wikidata |
|        | la Masieta          | Sant Esteve de la Sarga | masia        |               | 42° 05′ 53″ N, 0° 41′ 58″ E / 42.09805556°N,0.69930556°E Mont-rebei 538 msnm             |           |                                         | Modifica les dades a Wikidata |
|        | la Torreta          | Sant Esteve de la Sarga | masia        | Estat: ruïnós | 42° 06′ 03″ N, 0° 42′ 16″ E / 42.10097222°N,0.70430556°E Mont-rebei 609 msnm             |           |                                         | Modifica les dades a Wikidata |

## molí d'aigua
| imatge | Nom                 | Ubicat a                | instància de | Detalls | coordenades                                                          | Protecció | Commons (més fotos) | Dades a WD                    |
| ------ | ------------------- | ----------------------- | ------------ | ------- | -------------------------------------------------------------------- | --------- | ------------------- | ----------------------------- |
|        | Molí de Beniure     | Sant Esteve de la Sarga | molí d'aigua |         | 42° 04′ 35″ N, 0° 46′ 41″ E / 42.07644444°N,0.77811111°E 823.1 msnm  |           |                     | Modifica les dades a Wikidata |
|        | Molí de Carrió      | Sant Esteve de la Sarga | molí d'aigua |         | 42° 04′ 09″ N, 0° 49′ 22″ E / 42.0692°N,0.822833°E 655 msnm          |           |                     | Modifica les dades a Wikidata |
|        | Molí de Mont-rebei  | Sant Esteve de la Sarga | molí d'aigua |         | 42° 06′ 32″ N, 0° 42′ 05″ E / 42.1089°N,0.70125°E 500 msnm           |           |                     | Modifica les dades a Wikidata |
|        | Molí de Sant Esteve | Sant Esteve de la Sarga | molí d'aigua |         | 42° 04′ 45″ N, 0° 46′ 01″ E / 42.0791408461703°N,0.766979076797804°E |           |                     | Modifica les dades a Wikidata |

## muntanya
| imatge | Nom                 | Ubicat a                     | instància de | Detalls | coordenades                                                              | Protecció | Commons (més fotos) | Dades a WD                    |
| ------ | ------------------- | ---------------------------- | ------------ | ------- | ------------------------------------------------------------------------ | --------- | ------------------- | ----------------------------- |
|        | Lo Coscoll          | Sant Esteve de la Sarga Àger | muntanya     |         | 42° 03′ 39″ N, 0° 41′ 29″ E / 42.0608°N,0.691278°E 1405.6 msnm           |           |                     | Modifica les dades a Wikidata |
|        | Lo Tossal           | Sant Esteve de la Sarga      | muntanya     |         | 42° 04′ 33″ N, 0° 42′ 32″ E / 42.0757°N,0.7088°E 957.9 msnm              |           |                     | Modifica les dades a Wikidata |
|        | Lo Tossalet         | Sant Esteve de la Sarga      | muntanya     |         | 42° 04′ 55″ N, 0° 43′ 09″ E / 42.082°N,0.719213°E 854.7 msnm             |           |                     | Modifica les dades a Wikidata |
|        | Picó Bernat         | Sant Esteve de la Sarga      | muntanya     |         | 42° 02′ 47″ N, 0° 47′ 24″ E / 42.04642778°N,0.79005278°E 1535 msnm       |           |                     | Modifica les dades a Wikidata |
|        | Picó de Campo       | Sant Esteve de la Sarga      | muntanya     |         | 42° 05′ 18″ N, 0° 50′ 00″ E / 42.08833333°N,0.83333333°E 1049.1 msnm     |           |                     | Modifica les dades a Wikidata |
|        | Sant Alís           | Sant Esteve de la Sarga Àger | muntanya     |         | 42° 02′ 23″ N, 0° 46′ 00″ E / 42.0398582745°N,0.766567591212°E 1675 msnm |           | Sant Alís           | Modifica les dades a Wikidata |
|        | Serrat Alt          | Sant Esteve de la Sarga      | muntanya     |         | 42° 03′ 29″ N, 0° 50′ 42″ E / 42.0581°N,0.845017°E 869.1 msnm            |           |                     | Modifica les dades a Wikidata |
|        | Solà de Mont-rebei  | Sant Esteve de la Sarga      | muntanya     |         | 42° 06′ 32″ N, 0° 42′ 44″ E / 42.108925°N,0.71225°E 689 msnm             |           | Solà de Mont-rebei  | Modifica les dades a Wikidata |
|        | Tossal de Vilabella | Sant Esteve de la Sarga      | muntanya     |         | 42° 05′ 03″ N, 0° 44′ 47″ E / 42.0842°N,0.746261°E 1106 msnm             |           | Tossal de Vilabella | Modifica les dades a Wikidata |
|        | Tossal de l'Osca    | Àger Sant Esteve de la Sarga | muntanya     |         | 42° 02′ 27″ N, 0° 49′ 53″ E / 42.04097°N,0.831316°E 1521 msnm            |           | Tossal de l'Osca    | Modifica les dades a Wikidata |
|        | Tossal del Solà     | Sant Esteve de la Sarga      | muntanya     |         | 42° 05′ 05″ N, 0° 46′ 22″ E / 42.08475°N,0.77283333°E 1052.6 msnm        |           |                     | Modifica les dades a Wikidata |
|        | la Corona           | Sant Esteve de la Sarga Àger | muntanya     |         | 42° 03′ 09″ N, 0° 43′ 09″ E / 42.05238056°N,0.71904944°E 1566.5 msnm     |           |                     | Modifica les dades a Wikidata |
|        | les Forques         | Sant Esteve de la Sarga      | muntanya     |         | 42° 03′ 45″ N, 0° 44′ 55″ E / 42.0624°N,0.748672°E 1281.4 msnm           |           |                     | Modifica les dades a Wikidata |

## pont
| imatge | Nom                                | Ubicat a                | instància de      | Detalls                     | coordenades                                                                    | Protecció                                  | Commons (més fotos)       | Dades a WD                    |
| ------ | ---------------------------------- | ----------------------- | ----------------- | --------------------------- | ------------------------------------------------------------------------------ | ------------------------------------------ | ------------------------- | ----------------------------- |
|        | Pont del Molí de farina de la Clua | Sant Esteve de la Sarga | pont              | Estil: arquitectura popular |                                                                                | bé integrant del patrimoni cultural català |                           | Modifica les dades a Wikidata |
|        | pont penjat de Mont-rebei          | Sant Esteve de la Sarga | pont pont penjant |                             | 42° 05′ 20″ N, 0° 41′ 08″ E / 42.08899521878628°N,0.685674548149109°E 510 msnm |                                            | Pont penjat de Mont-rebei | Modifica les dades a Wikidata |

## serra
| imatge | Nom                    | Ubicat a                               | instància de | Detalls      | coordenades | Protecció | Commons (més fotos)         | Dades a WD                    |
| ------ | ---------------------- | -------------------------------------- | ------------ | ------------ | --- | --------- | --------------------------- | ----------------------------- |
|        | La Rebollera           | Sant Esteve de la Sarga                | serra        | Llarg: 1km   | 42° 03′ 30″ N, 0° 45′ 57″ E / 42.05826°N,0.765784°E                                                                                               |           |                             | Modifica les dades a Wikidata |
|        | Montsec d'Alsamora     | Sant Esteve de la Sarga                | serra        | Llarg: 3km   | 42° 05′ 07″ N, 0° 42′ 21″ E / 42.08536°N,0.70587°E                                                                                                |           |                             | Modifica les dades a Wikidata |
|        | Montsec d'Alzina       | Sant Esteve de la Sarga                | serra        | Llarg: 2km   | 42° 03′ 25″ N, 0° 48′ 03″ E / 42.056816°N,0.800926°E                                                                                              |           |                             | Modifica les dades a Wikidata |
|        | Montsec de Castellnou  | Sant Esteve de la Sarga                | serra        | Llarg: 2km   | 42° 03′ 57″ N, 0° 47′ 25″ E / 42.065814°N,0.790185°E                                                                                              |           |                             | Modifica les dades a Wikidata |
|        | Montsec de Sant Esteve | Sant Esteve de la Sarga                | serra        | Llarg: 1.5km | 42° 03′ 44″ N, 0° 44′ 55″ E / 42.062305°N,0.748684°E                                                                                              |           |                             | Modifica les dades a Wikidata |
|        | Serra d'Alsamora       | Sant Esteve de la Sarga                | serra        | Llarg: 5km   | 42° 05′ 03″ N, 0° 44′ 47″ E / 42.0842°N,0.746256°E                                                                                                |           | Serra d'Alsamora            | Modifica les dades a Wikidata |
|        | Serra d'Alzina         | Sant Esteve de la Sarga                | serra        | Llarg: 2km   | 42° 05′ 50″ N, 0° 47′ 58″ E / 42.0973°N,0.799483°E                                                                                                |           |                             | Modifica les dades a Wikidata |
|        | Serra de la Torre      | Sant Esteve de la Sarga                | serra        |              | 42° 05′ 03″ N, 0° 44′ 46″ E / 42.0842°N,0.746239°E                                                                                                |           |                             | Modifica les dades a Wikidata |
|        | Serra del Sastret      | Sant Esteve de la Sarga                | serra        | Llarg: 1.5km | 42° 05′ 59″ N, 0° 46′ 48″ E / 42.0996°N,0.780125°E                                                                                                |           |                             | Modifica les dades a Wikidata |
|        | Serrat Alt             | Àger Sant Esteve de la Sarga           | serra        | Llarg: 2km   | 42° 02′ 28″ N, 0° 47′ 46″ E / 42.04111111°N,0.79612778°E 1596 msnm                                                                                |           | Serrat Alt (Montsec d'Ares) | Modifica les dades a Wikidata |
|        | Serrat Molar           | Sant Esteve de la Sarga                | serra        | Llarg: 2km   | 42° 05′ 59″ N, 0° 43′ 51″ E / 42.0998°N,0.730889°E 749.4 msnm                                                                                     |           |                             | Modifica les dades a Wikidata |
|        | Serrat de Salitó       | Sant Esteve de la Sarga                | serra        |              | 42° 03′ 01″ N, 0° 49′ 24″ E / 42.0502°N,0.823367°E                                                                                                |           |                             | Modifica les dades a Wikidata |
|        | Serrat de l'Alzinar    | Sant Esteve de la Sarga                | serra        |              | 42° 03′ 17″ N, 0° 50′ 30″ E / 42.05473333333333°N,0.8415833333333332°E 42° 02′ 49″ N, 0° 49′ 56″ E / 42.047075°N,0.8322194444444444°E 1226.6 msnm |           |                             | Modifica les dades a Wikidata |
|        | Serrat de la Corona    | Àger Sant Esteve de la Sarga           | serra        | Llarg: 3.5km | 42° 03′ 08″ N, 0° 43′ 36″ E / 42.0521°N,0.726764°E                                                                                                |           | Serrat de la Corona         | Modifica les dades a Wikidata |
|        | Serrat de la Tualdeta  | Sant Esteve de la Sarga                | serra        | Llarg: 1.8km | 42° 03′ 19″ N, 0° 42′ 27″ E / 42.0552°N,0.707469°E                                                                                                |           |                             | Modifica les dades a Wikidata |
|        | Serrat de les Barses   | Sant Esteve de la Sarga                | serra        |              | 42° 02′ 43″ N, 0° 50′ 17″ E / 42.0454°N,0.837922°E                                                                                                |           |                             | Modifica les dades a Wikidata |
|        | Serrat del Boixeguer   | Sant Esteve de la Sarga                | serra        | Llarg: 1.8km | 42° 02′ 52″ N, 0° 44′ 28″ E / 42.0478°N,0.741239°E                                                                                                |           |                             | Modifica les dades a Wikidata |
|        | Serrat del Castellot   | Sant Esteve de la Sarga                | serra        | Llarg: 1.8km | 42° 02′ 52″ N, 0° 49′ 39″ E / 42.04791111°N,0.82742778°E 1258.8 msnm                                                                              |           |                             | Modifica les dades a Wikidata |
|        | Serrat del Dogat       | Sant Esteve de la Sarga                | serra        | Llarg: 1.4km | 42° 06′ 24″ N, 0° 44′ 24″ E / 42.1067°N,0.74°E |           |                             | Modifica les dades a Wikidata |
|        | Serrat dels Collars    | Sant Esteve de la Sarga                | serra        | Llarg: 2km   | 42° 02′ 56″ N, 0° 48′ 56″ E / 42.049°N,0.815483°E                                                                                                 |           |                             | Modifica les dades a Wikidata |
|        | serra d'Estorm         | Castell de Mur Sant Esteve de la Sarga | serra        | Llarg: 1.6km | 42° 05′ 18″ N, 0° 50′ 00″ E / 42.08837°N,0.833329°E 1049 msnm                                                                                     |           | Serra d'Estorm              | Modifica les dades a Wikidata |

## Misc
| imatge | Nom                                          | Ubicat a | instància de                                   | Detalls                                         | coordenades                                                                                               | Protecció                                            | Commons (més fotos)                                        | Dades a WD                    |
| ------ | -------------------------------------------- | --- | ---------------------------------------------- | ----------------------------------------------- | --- | ---------------------------------------------------- | ---------------------------------------------------------- | ----------------------------- |
|        | Casa pairal de Gaspar de Portolà             | Sant Esteve de la Sarga | casa                                           |                                                 | 42° 06′ 07″ N, 0° 45′ 55″ E / 42.102055°N,0.765229°E                                                      | bé integrant del patrimoni cultural català           | Casa pairal de Gaspar de Portolà (Sant Esteve de la Sarga) | Modifica les dades a Wikidata |
|        | Espai d'Interès Natural del Montsec          | Àger Camarasa Vilanova de Meià Castell de Mur Gavet de la Conca Isona i Conca Dellà Llimiana Sant Esteve de la Sarga Tremp                             | espai d'interès natural Espai Natural Protegit | 1992 Superfície: 22071ha                        | |                                                      |                                                            | Modifica les dades a Wikidata |
|        | Forat del Bunyidor                           | Sant Esteve de la Sarga | avenc                                          |                                                 | 42° 03′ 39″ N, 0° 46′ 24″ E / 42.0609°N,0.773361°E 1194 msnm                                              |                                                      |                                                            | Modifica les dades a Wikidata |
|        | Forn de Castellnou                           | Sant Esteve de la Sarga | forn de calç                                   | Estil: arquitectura popular                     | | bé integrant del patrimoni cultural català           |                                                            | Modifica les dades a Wikidata |
|        | LV-9125                                      | Sant Esteve de la Sarga | carretera                                      |                                                 | 42° 04′ 57″ N, 0° 50′ 34″ E / 42.08247222°N,0.84266111°E                                                  |                                                      |                                                            | Modifica les dades a Wikidata |
|        | Observatori Astronòmic del Montsec           | Sant Esteve de la Sarga | observatori astronòmic                         | 2008-10-24                                      | 42° 03′ 07″ N, 0° 43′ 47″ E / 42.051897222222°N,0.72964444444444°E                                        |                                                      | Observatori Astronòmic del Montsec                         | Modifica les dades a Wikidata |
|        | Sant Martí d'Alzina                          | Sant Esteve de la Sarga | edifici històric capella                       |                                                 | 42° 04′ 16″ N, 0° 48′ 12″ E / 42.0712335010034°N,0.803349004763122°E                                      |                                                      |                                                            | Modifica les dades a Wikidata |
|        | Torre d'Estorm                               | Sant Esteve de la Sarga | torre de sentinella                            | Estil: arquitectura romànica 11st century       | 42° 05′ 11″ N, 0° 50′ 28″ E / 42.0865°N,0.84105556°E Estorm 857 msnm                                      | bé d'interès cultural bé cultural d'interès nacional | Torre d'Estorm                                             | Modifica les dades a Wikidata |
|        | Vila closa de Moror                          | Moror | vila closa                                     | Estil: arquitectura romànica 11st century       | 42° 04′ 44″ N, 0° 50′ 07″ E / 42.078994°N,0.835182°E 842 msnm                                             | bé d'interès cultural bé cultural d'interès nacional | Vila closa de Moror                                        | Modifica les dades a Wikidata |
|        | camí de l'Auberola                           | Castell de Mur Sant Esteve de la Sarga | camí                                           |                                                 | 42° 07′ 24″ N, 0° 47′ 47″ E / 42.123467°N,0.796381°E 42° 07′ 09″ N, 0° 46′ 47″ E / 42.119196°N,0.779685°E |                                                      |                                                            | Modifica les dades a Wikidata |
|        | casa consistorial de Sant Esteve de la Sarga | Sant Esteve de la Sarga | casa consistorial                              |                                                 | 42° 04′ 47″ N, 0° 45′ 50″ E / 42.0797537°N,0.7637711°E                                                    |                                                      |                                                            | Modifica les dades a Wikidata |
|        | congost de Mont-rebei                        | Àger Sant Esteve de la Sarga Viacamp i Lliterà | congost jaciment paleontològic                 | Superfície: 600ha                               | 42° 04′ 44″ N, 0° 40′ 53″ E / 42.078898°N,0.681454°E                                                      | bé integrant del patrimoni cultural català           | Congost de Mont-rebei                                      | Modifica les dades a Wikidata |
|        | pantà de Canelles                            | Ribagorça Os de Balaguer Àger Sant Esteve de la Sarga                                                                                                  | embassament llac                               | Superfície: 1569ha Volum: 688hm³ Conca: 1628km² | 41° 58′ 43″ N, 0° 36′ 44″ E / 41.97861111°N,0.61222222°E Noguera Ribagorçana 506 msnm                     |                                                      | Canelles Reservoir                                         | Modifica les dades a Wikidata |
|        | serra del Montsec                            | Vilanova de Meià Artesa de Segre Àger Camarasa Gavet de la Conca Isona i Conca Dellà Llimiana Castell de Mur Sant Esteve de la Sarga Viacamp i Lliterà | serralada                                      | Llarg: 45km                                     | 42° 02′ 39″ N, 0° 45′ 59″ E / 42.04416667°N,0.76638889°E 1676 msnm                                        |                                                      | Montsec                                                    | Modifica les dades a Wikidata |